# Oderding

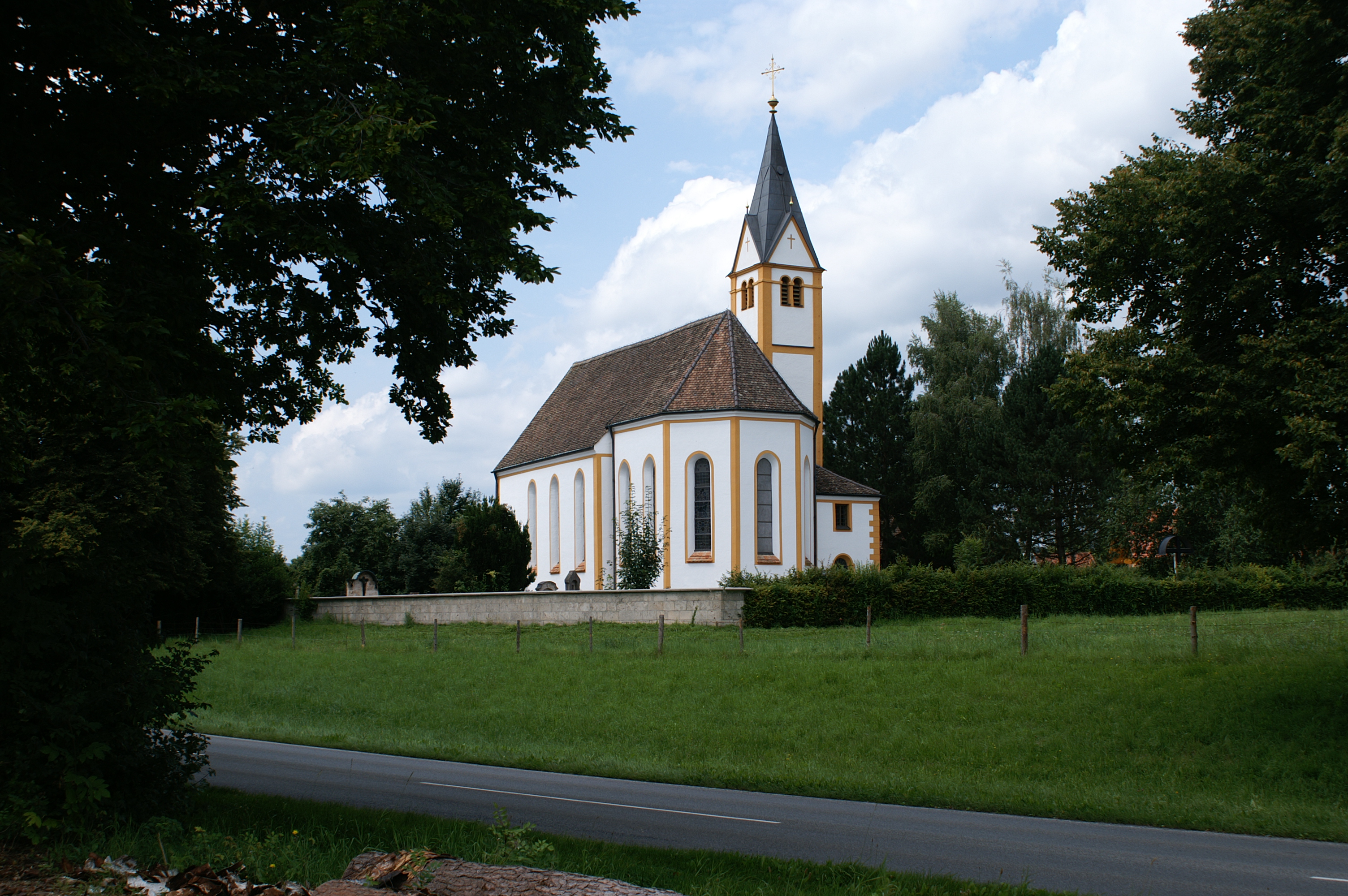
Kirche St. Martin in Oderding

Oderding ist ein Gemeindeteil der Gemeinde Polling (bei Weilheim). Das Kirchdorf liegt an der Staatsstraße 2058, zwischen Weilheim und Peißenberg.

## Geschichte
Älteste Zeugnisse menschlicher Besiedlung stammen aus der Bronzezeit. Um 650 entstand wohl die erste hölzerne Kirche. Die heutige Kirche St. Martin wurde 1536 erbaut.
Mit dem Gemeindeedikt von 1818 entstand die Gemeinde Oderding, die zum Landgericht Weilheim gehörte. Am 1. Mai 1978 wurde die Gemeinde im Zuge der Gebietsreform in Bayern mit Etting und Polling zur Gemeinde Polling vereinigt.
Auf dem Gelände der ehemaligen Ziegelei, die in den 1970er Jahren abgerissen wurde, befand sich bis in die 1990er Jahre ein großer Baumarkt.